# Olindo Pasqualetti
Olindo Pasqualetti (Offida, 12 settembre 1916 – Torino, 21 novembre 1996) è stato un latinista e poeta italiano.

## Biografia
Dal paese natale si trasferì ancora ragazzo con la famiglia a San Benedetto del Tronto, dove terminò il ciclo degli studi elementari. Da qui a 12 anni partì per entrare nell'istituto Missioni Consolata. Fu ordinato sacerdote a Torino nel 1940. Laureatosi in Lettere nell'Università Cattolica del Sacro Cuore di Milano, insegnò nei seminari minori e maggiori del suo Ordine religioso e nei Licei-ginnasi l.r. e statali di Varallo Sesia, Vercelli, Fermo. Chiamato dall'Università Cattolica del Sacro Cuore, vi rimase quale docente di latino fino al collocamento a riposo, dopo di che, ospite dell'Istituto Missioni Consolata a Santa Maria a Mare di Fermo, dal 1983 per una decina di anni ha insegnato latino e greco al triennio del Liceo Classico Paolo VI di Fermo. Si spense a Torino il 21 novembre 1996.
Poiché fin da giovanissimo 'quod temptabat scribere latine erat', pubblicò in riviste nazionali ed estere poesie, componimenti in prosa, saggi, recensioni in lingua latina. Partecipò a concorsi di poesia e di prosa latina, nei quali conseguì quattordici primi premi, dieci secondi premi, ventitré terzi premi. Quasi tutte le sue opere sono state raccolte in Gemina Musa, nel 1987 e in Tre appendici a Gemina Musa, nel 1992. Aveva al suo attivo anche pubblicazioni universitarie e testi scolastici con le case editrici Dante Alighieri e Minerva italica.
Collaborò all’Enciclopedia Virgiliana. Fu socio di Opus Fundatum Latinitas (Città del Vaticano), del centro studi Varroniano, della Accademia di Scienze di Roma e dell'Accademia Marchigiana di Scienze e Lettere.
Gli venne assegnato dall'amministrazione comunale di San Benedetto del Tronto il “Premio Truentum” per l'anno 1996.
Il 12 ottobre 2008, c'è stata la cerimonia per l’intitolazione di Viale Olindo Pasqualetti, un viale storico della città di San Benedetto del Tronto.

## Premi e riconoscimenti
- Certamen Vaticanum		1962, con Mollis aquae natura
- Certamen Vaticanum		1963, con Recentior ornithon
- Certamen Pascolianum	1966, con Ioannes Pascoli carcere inclusus
- Certamen Vaticanum		1967, con Quod olim, quod postea
- Certamen Vaticanum		1971, con Audis idemque vides
- Certamen Hoeufftianum	1974, con Excubans poetae morienti feles
- Certamen Avenionense	1978, con Antiquam exquirite matrem
- Certamen Catullianum	1979, con Sirmionis memoria
- Certamen Capitolinum	1982, con Hibernae noctis somnium
- Certamen Vergilianum	1982, con Amaryllis Vergilio
- Certamen Vaticanum 		1992, con Annus millesimus …
- Certamen Vaticanum 		1995, con Flos deciduus

## Pubblicazioni
- O. Pasqualetti: Appunti di lingua Latina, Celuc, Milano, 1972
- O. Pasqualetti: In margine alla grammatica latina, C.U.S.L., Milano, 1974
- O. Pasqualetti: Note sussidiarie di sintassi latina (anno accademico 1976-77), C.U.S.L., Milano
- O. Pasqualetti – L. dal Santo: Elegi selecti, Minerva Italica, Bergamo, 1969
- O. Pasqualetti: Poeti neoumanisti, Dante Alighieri, Città di Castello, 1971
- O. Pasqualetti: Gemina Musa (poesie e prose latine e greche), Piediripa(Macerata), 1987
- O. Pasqualetti: Appendici a Gemina Musa, Fermo, 1992
- AA. VV.: Atti del convegno su La letteratura neoumanistica nella tradizione culturale europea, In memoria di P. Olindo Pasqualetti, 1º marzo 1997, San Benedetto del Tronto - Offida